# Polygonatum hirtum
Polygonatum hirtum là một loài thực vật có hoa trong họ Măng tây. Loài này được (Bosc ex Poir.) Pursh miêu tả khoa học đầu tiên năm 1813.